# مستنقع الخث

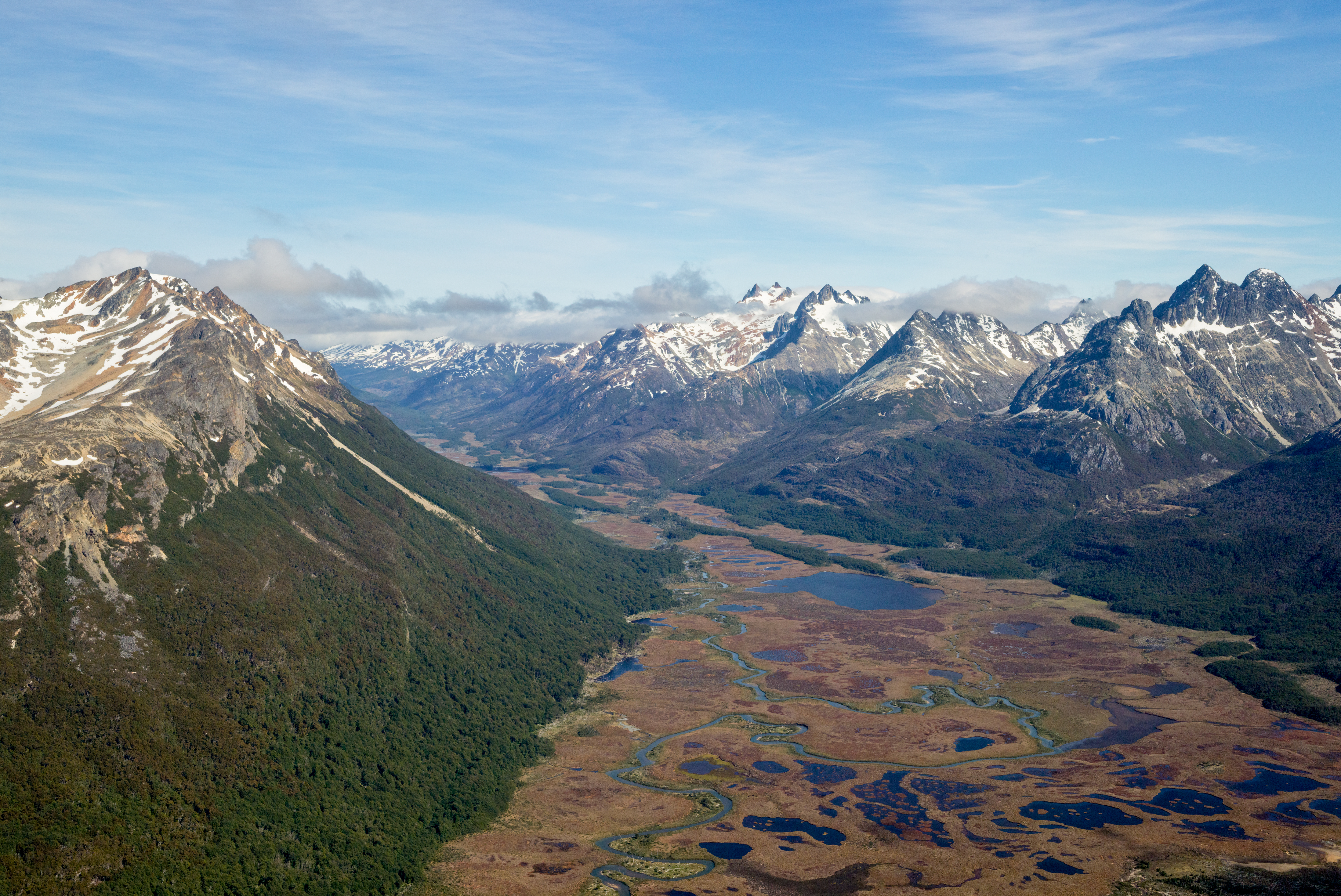
مجموعة متنوعة من أنواع مستنقعات الخث في وادي كرباجال، الأرجنتين.

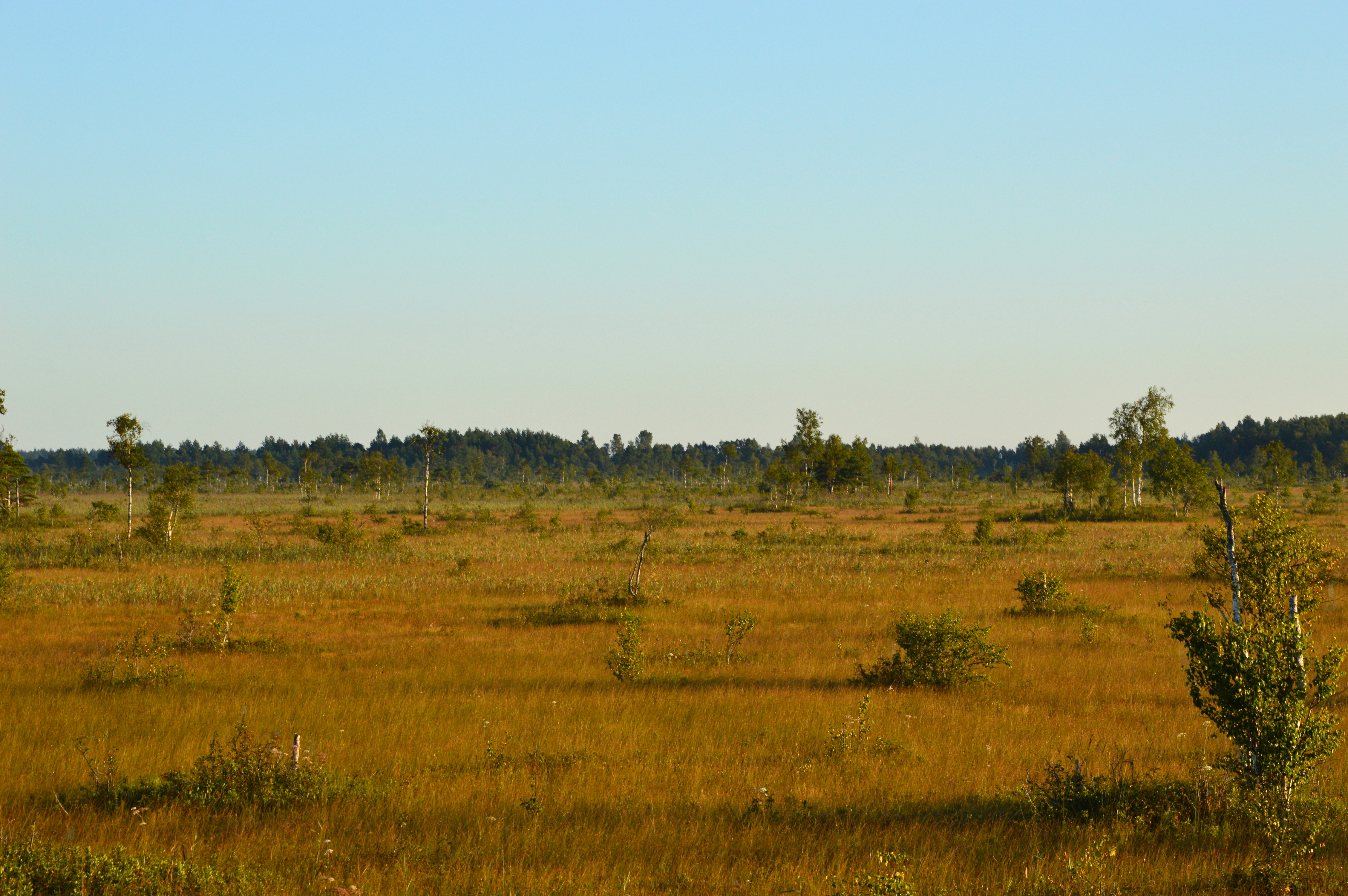
محمية أفاست الطبيعية، واحدة من أكبر مستنقعات الخث في إستونيا.

مستنقع الخث أو ماير (بالإنجليزية: mire) هو نوع من الأراضي الرطبة، التي تهيمن عليها النباتات الحية المشكلة للخث. تنشأ المستنقعات بسبب التحلل غير المكتمل للمواد العضوية، والتي عادة ما تكون ركام من الغطاء النباتي، بسبب التشبع بالمياه وما يلحقه من نقص في الأكسجين. تشترك جميع أنواع مستنقعات الخث في سمة مشتركة وهي تشبعها بالماء كل موسم على الأقل مع تكوين الخث بنشاط، مع وجود مجموعة من النباتات والكائنات الحية الخاصة بها. مثل الشعاب المرجانية، تعد تضاريس مستنقعات الخث غير اعتيادية لأنها مستمدة في معظمها من عمليات بيولوجية وليست فيزيائية، ويمكنها أن تأخذ أشكالًا مميزة وقوالب سطحية.